# Хітірікі
Хітірікі (яп. 篳 篥) — традиційний старовинний (VIII ст.) духовий японський інструмент, з групи гобою, широко представлений в класичній японській музиці. Має китайське походження.
Незважаючи на свою мініатюрність, хітірікі відтворює насичений і гучний звук. Зазвичай виготовляється з бамбука. Інструмент з подвійною тростиною. Діапазон — одна октава.
Входив до складу канген (яп. 管弦; загальна назва оркестрової музики гагаку усіх стилів).
Хітірікі використовувався у синтоїстських храмах під час ритуальних обрядів.